# كالفين كولكوهون
كالفين كولكوهون (بالإنجليزية: Calvin Colquhoun)‏ هو لاعب كرة قدم بريطاني، ولد في 25 يوليو 1996 في اسكتلندا في المملكة المتحدة. لعب مع نادي دندي.

## وصلات خارجية
- كالفين كولكوهون على موقع قاعدة بيانات كرة القدم.إي يو (الإنجليزية)
- كالفين كولكوهون على موقع Soccerbase.com (لاعب) (الإنجليزية)
- كالفين كولكوهون على موقع Soccerway.com (الإنجليزية)